# Makang'wa
Makang'wa è una circoscrizione rurale (rural ward) della Tanzania situata nel distretto di Chamwino, regione di Dodoma. Conta una popolazione di 20 337 abitanti (censimento 2012).